# Памятник малолетним узникам фашизма (Новосибирск)
Памятник малолетним узникам фашизма — жанровая скульптурная композиция, посвящённая детям Великой Отечественной войны, пережившим заключение в концлагерях нацистской Германии. Монумент расположен в сквере у Монумента Славы в Новосибирске.

## История
Монумент был создан по инициативе Новосибирского союза бывших малолетних узников фашистских концлагерей на деньги муниципального и областного грантов. Работа над созданием памятника и его установка на территории Монумента Славы началась с 2014 года и продолжалась в течение четырёх лет. Первоначально возведение скульптурной композиции планировалось завершить к празднованию 70-летия Победы; был объявлен сбор средств. В 2015 году инициативу возведения памятника поддержали региональные и городские власти и проект был реализован в рамках муниципального и областного грантов: на его создание было потрачено более 1,5 миллионов рублей, 746 тысяч из которых выделила мэрия Новосибирска, а оставшиеся 828 тысяч — правительство области.
Памятник был отлит в Санкт-Петербурге отдельными блоками из чугуна и бронзы весом по 70—200 килограммов каждый, а затем частями привезён в Новосибирск, где арка была сварена уже целиком.
Торжественное открытие скульптурной композиции состоялось 31 мая 2017 года, в канун Дня защиты детей. На церемонии присутствовали ветераны, школьники, мэр Новосибирска Анатолий Локоть, чиновники из городской мэрии и областного правительства, депутаты. Несмотря на тяжёлую болезнь, на открытие пришёл и автор проекта — скульптор Александр Бортник.

## Описание
Монумент выполнен в форме арки, на которой можно увидеть изображения каменных застенков, решёток, едва различимых силуэтов измождённых людей. На лицевой стороне — позолоченный силуэт измученного голодом ребёнка-узника концлагеря. С самой арки на цепях свисают отлитые из бронзы символы детства — футбольный мяч, юла и медвежонок.
В основании памятника расположена табличка с указанием, кому посвящён монумент, а также нижняя ночная подсветка.